# Sanctuaire Notre-Dame-de-Peneda de Gavieira
 (octobre 2022).
Si vous disposez d'ouvrages ou d'articles de référence ou si vous connaissez des sites web de qualité traitant du thème abordé ici, merci de compléter l'article en donnant les références utiles à sa vérifiabilité et en les liant à la section « Notes et références ».

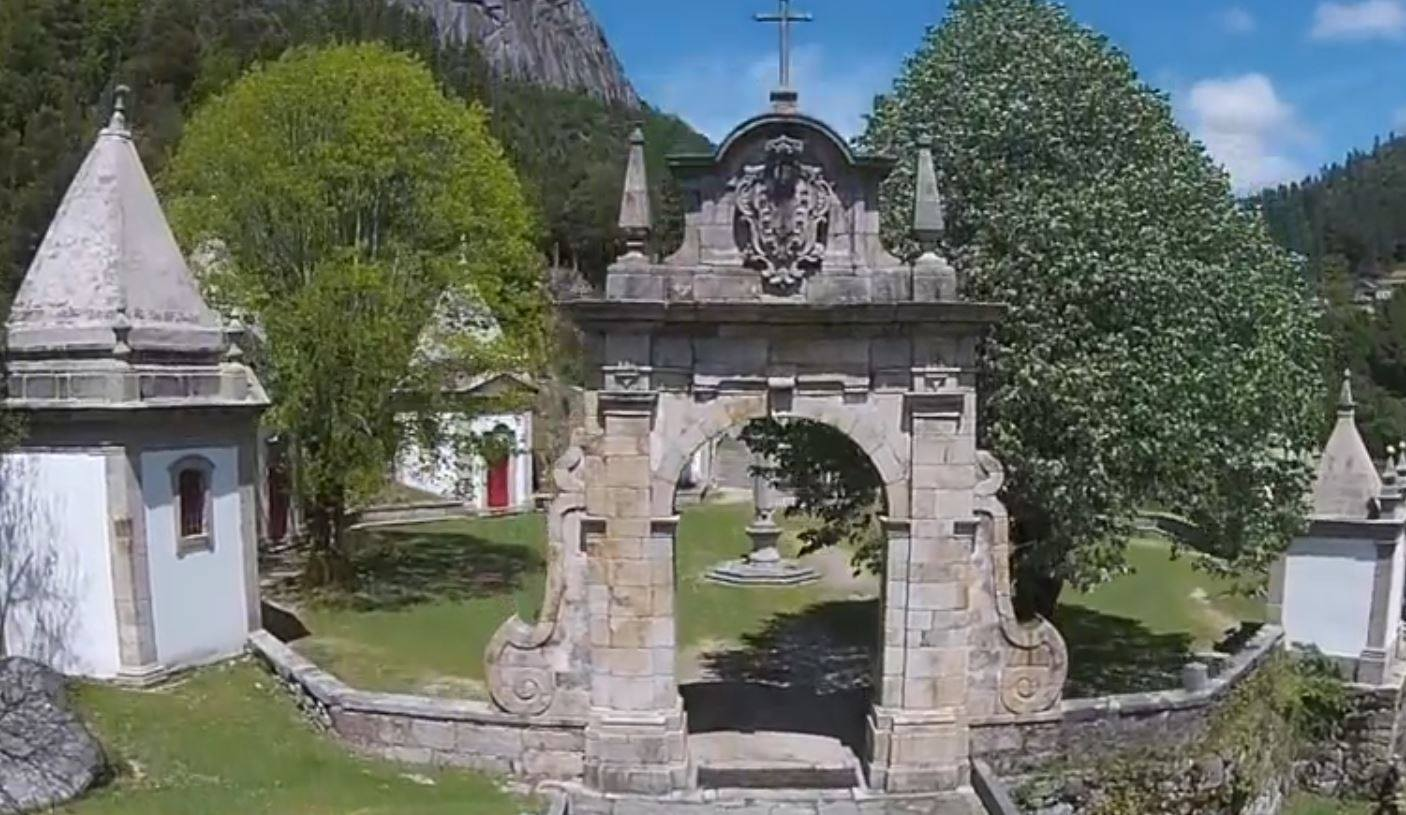
Porche d'entrée du sanctuaire avec ses chapelles annexes.

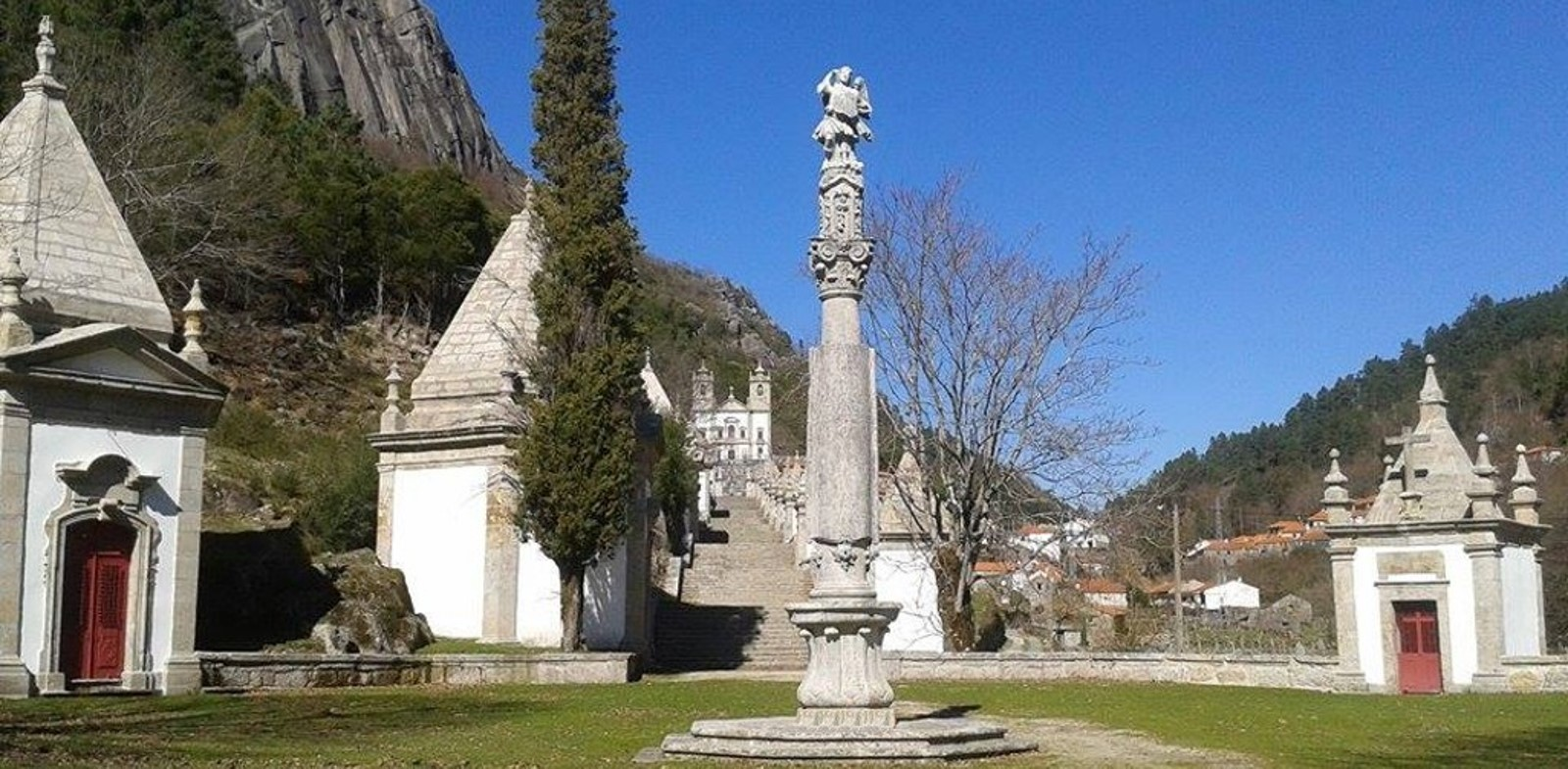
La colonne de saint Michel avec au fond l'escalier menant à l'église principale.

Le sanctuaire de Notre-Dame de Peneda (en portugais Nossa Senhora da Peneda) est un sanctuaire catholique, dédié à la Sainte Vierge sous le vocable de Notre-Dame de Peneda, dans le district de Viana do Castelo.
Ce sanctuaire marial est l'un des plus fréquentés du nord du Portugal. Il est situé à l'emplacement où aurait eu lieu une apparition de la Sainte Vierge, en 1220, à une bergère.

## Historique
Peneda Autel de Foi
Au district de Viana do Castelo, il y existe un lieu en retrait ou a été élevé un des plus importants et fréquentés Sanctuaires du Nord du Pays, sous l'invocation de Notre Dame de Peneda.
La légende dit qu'il y aurait eu vraiment une apparition de la Vierge, au 5 août de l'an 1220, à une petite bergère.
La même légende se rapporte à un passage antérieur,vers 716 ou 717, les chrétiens fuyant devant les invasions des sarrasins, ils auraient abandonné une image parmi les énormes roches de la montagne de Peneda.

## Description
Après l'édification d'une chapelle au XIIe siècle, le culte de Notre Dame de Peneda a augmenté graduellement au Portugal et en Galice (Espagne) avec plusieurs milliers de pèlerins au long de l'année, mais spécialement dans la première semaine de septembre.

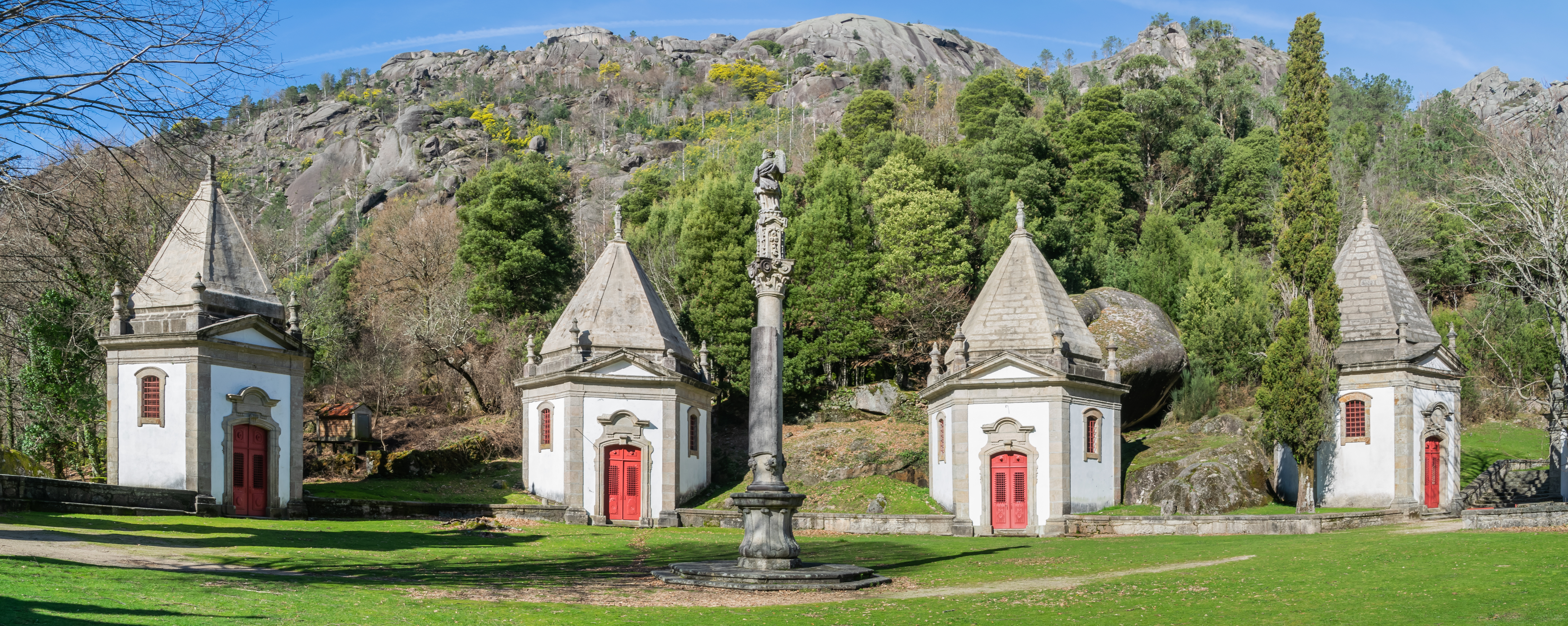
Le sanctuaire de Notre-Dame de Peneda.

Cet étrange sanctuaire culmine par un portique et un grand escalier avec palier où s'élevait une imposante colonne placée sous l'image de saint Michel Archange.
Ce fut dans les trois derniers siècles que le sanctuaire a bénéficié de la plus grande impulsion, sous les aspects spirituel et matériel, sur le point de constituer présentement l'Autel de Foi le plus en évidence dans la région septentrionale du Pays.
Dernièrement a été ajoutée une seconde tour, qui a complété l'équilibre architectural, ouvrage onéreux de la diligente << Table de la Fraternité >>, constituée par le Révérend père José Borlido de Carvalho Arieiro, avec José Machado Veloso et Joaquim Araujo Dias.
Le sanctuaire s'intègre dans la région du parc national de Peneda Gères et il se situe à environ 150 kilomètres de Porto et à 50 kilomètres d'Arcos Devaldevez (par Mézio entrée dans le parc national). Les spécimens valables de la faune, flore et archéologie de cette exceptionnelle région du Portugal sont des motifs suffisants pour justifier une visite qui certainement sera inoubliable.
Texte original de Antonio Afonso Do Paço